# KIACON
KIACON（きあこん）は、かつて存在した日本の流通・小売業事業再生投資会社である。
ファーストリテイリングの元副社長、澤田貴司が2003年2月設立。
社名の由来は「気合」と「根性」から。
2005年9月30日を以って事業再生投資業務はすべて終了した。

## かつて投資していた企業
（2005年10月28日現在）
- ピーター商事（ベビー・子供服の小売）
- トランスコンチネンツ
- コールド・ストーン・クリーマリー